# Argel, Suceava
Argel (germană Ardzel) este un sat în comuna Moldovița din județul Suceava, Bucovina, România.

## Recensământul din 1930
Componența etnică a satului Argel
     Ruteni (87,75%)
     Români (5,39%)
     Evrei (1,8%)
     Germani (4,08%)
     Polonezi (0,82%)
     Ruși (0,16%)
Componența confesională a satului Argel
     Ortodocși (92,81%)
     Romano-catolici (4,58%)
     Mozaici (1,8%)
     Greco-catolici (0,65%)
     Evanghelici\Luterani (0,16%)
Conform recensământului efectuat în 1930, populația satului Argel se ridica la 612 locuitori. Majoritatea locuitorilor erau ruteni (87,75%), cu o minoritate de germani (4,08%), una de evrei (1,8%), una de ruși (0,16%), una de polonezi (0,82%) și una de români (5,39%). Din punct de vedere confesional, majoritatea locuitorilor erau ortodocși (92,81%), dar existau și romano-catolici (4,58%), mozaici (1,8%), greco-catolici (0,65%) și evanghelici\luterani (0,16%).
 Acest articol despre o localitate din județul Suceava este deocamdată un ciot. Puteți ajuta Wikipedia prin completarea lui.